# And Then Came Lola
Pour plus de détails, voir Fiche technique et Distribution.
And Then Came Lola est un film américain réalisé par Ellen Seidler et Megan Siler, sorti en 2009.

## Synopsis
Lola, une photographe talentueuse mais très distraite, est sur le point de tout avoir, l'amour et le travail. Mais elle peut aussi tout perdre si elle n'arrive pas à temps à une réunion cruciale. Avec comme enjeux, sa petite amie et le job de ses rêves, Lola se lance dans une course frénétique à travers San Francisco… 

## Fiche technique
- Titre : And Then Came Lola
- Réalisation : Ellen Seidler et Megan Siler
- Scénario : Ellen Seidler et Megan Siler
- Photographie : Jennifer Derbin
- Montage : Eli Olson
- Décors : Meghan Hade
- Costumes : Cindy Jensen
- Animation : Jett Atwood
- Production : Ellen Seidler et Megan Siler
- Sociétés de production : Fast Girl Films, en association avec Fighting Ant Productions
- Pays d'origine :  États-Unis
- Langue originale : anglais
- Format : Couleurs - HDTV
- Durée : 71 minutes (1 h 11)
- Dates de sortie :
  -  États-Unis : 19 juin 2009 au Festival du film Frameline de San Francisco, 17 juillet 2009 au Festival Outfest

## Distribution
- Ashleigh Sumner : Lola
- Jill Bennett : Casey
- Cathy DeBuono : Danielle
- Jessica Graham : Jen
- Angelyna Martinez : Meter Maid
- Candy Tolentino : Alex
- Linda Ignazi : Seri
- Jenoa Harlow : Speed Freak
- Lisa Dewey : Therapist

## Autour du film
And Then Came Lola rend hommage au film allemand Cours, Lola, cours, dont il s'inspire partiellement, mais Ellen Seidler se défend d'en avoir fait un remake.